# Batrachoides manglae
Batrachoides manglae је зракоперка из реда Batrachoidiformes. 

## Угроженост
Ова врста се сматра рањивом у погледу угрожености врсте од изумирања.

## Распрострањење
Присутна је у следећим државама: Венецуела и Колумбија.